# 분석-종합 구분
분석-종합 구분은 분석적 명제와 종합적 명제 의 두 가지 유형인 명제를 구별하기 위해 철학 에서 주로 사용되는 의미론적 구별이다. 분석적 명제는 그 의미에 의해서만 참이거나 참이 아닌 반면, 종합적 명제의 진리는 그 의미가 세계와 어떻게 관련되는지에 따라 도출된다.
이 구분은 칸트에 의해 처음 제안되었지만 시간이 지남에 따라 상당히 수정되었으며 다른 철학자들은 매우 다른 방식으로 용어를 사용했다. 더욱이 일부 철학자(예:콰인)는 분석적으로 참인 명제와 종합적으로 참인 명제 사이에 명확한 구분이 있는지 의문을 제기했다. 구별의 본질과 유용성에 관한 논쟁은 현대 언어철학에서 오늘날까지 계속되고 있다.